# 斯利波羅德
51°39′5″N 33°50′43″E / 51.65139°N 33.84528°E
斯利波羅德（烏克蘭語：Сліпород）是位於烏克蘭東北部的村莊，由蘇梅州紹斯特卡區的赫盧希夫市鎮負責管轄。該村處於拉基塔河畔，分別距離波洛什基1.5公里和格盧霍夫2公里，海拔高度150米，2001年人口290。